# Alchemilla rhododendrophila
Alchemilla rhododendrophila är en rosväxtart som beskrevs av Robert Buser. Alchemilla rhododendrophila ingår i släktet daggkåpor, och familjen rosväxter. Inga underarter finns listade i Catalogue of Life.